# Bronx-Lebanon Hospital Center
Het Bronx-Lebanon Hospital Center is een Amerikaans privaat academisch ziekenhuis met twee hoofdvestigingen in The Bronx, een van de stadsdelen van New York. De ene vestiging bevindt zich aan de Grand Concourse tussen East 173rd Street en de Mount Eden Parkway en de andere 1,6 kilometer verder aan Fulton Avenue tussen East 169th Street en East 168th Street. Het ziekenhuis ontstond in 1962 uit een fusie van het Lebanon Hospital en van het Bronx Hospital. In 1971 werd het een academisch ziekenhuis door samenwerking met de Albert Einstein College of Medicine. In 1987 werd het ziekenhuis gemoderniseerd door middel van het project "New Directions", dat 214 miljoen dollar kostte. In 2009 werd er een nieuwe vleugel met een kinderafdeling geopend in de vestiging aan de Grand Concourse. In het daaropvolgende jaar werd een hospiceafdeling geopend. In 2014 werd een nieuw Health and Wellness Center met negen verdiepingen en een Life Recovery Center geopend. Daarnaast werden in dat jaar de tandartspraktijk en de Physical Therapy Services verplaatst naar nieuwe gebouwen.
In 2013 bezochten voor het eerst meer dan één miljoen poliklinische patiënten het Bronx-Lebanon Hospital Center en het is daarmee een van de grootste ziekenhuizen van New York. Op de spoedafdeling worden jaarlijks 141.000 mensen opgenomen.